# ألكسندر يوفانوفيتش
ألكسندر يوفانوفيتش (بالكورية: 알렉산다르 요바노비치)‏ (بالإنجليزية: Aleksandar Jovanović)‏ (4 أغسطس 1989 بملبورن في أستراليا - ) هو لاعب كرة قدم كوري جنوبي وأسترالي في مركز الدفاع. لعب مع جيجو يونايتد ونادي بوليس تيرو ونادي تيانجين تيدا ونادي فويفودينا وهايدوك كولا وRFK Novi Sad 1921 ‏ ونادي سوون وFK Palić ‏ وFK Veternik ‏ ونادي باراماتا ‏.

## وصلات خارجية
- ألكسندر يوفانوفيتش على موقع دوري كوريا الجنوبية (الإنجليزية)
- ألكسندر يوفانوفيتش على موقع قاعدة بيانات كرة القدم.إي يو (الإنجليزية)
- ألكسندر يوفانوفيتش على موقع Soccerway.com (الإنجليزية)
- ألكسندر يوفانوفيتش على موقع عالم كرة القدم.نت (الإنجليزية)